# Linea 10 (metropolitana di Parigi)
La linea 10 è una delle 16 linee della metropolitana di Parigi. La linea collega Pont de Saint Cloud (Boulogne-Billancourt) a ovest con Gare d'Austerlitz. La linea è la meno trafficata delle 14 principali linee di metropolitana (escluse le linee 3 bis e 7 bis).
Vi è una stazione fantasma chiamata Croix Rouge tra Sèvres Babylone e Mabillon, che è stata chiusa nel 1939.

## La linea
La linea 10 si separa in due sezioni a senso unico tra Boulogne - Jean Jaurès (ovest) e Javel - André Citroën (est). Con lo scambio con la linea 9, è possibile passare da una sezione all'altra.
Sezione est:
da Javel - André Citroën
- Église d'Auteuil
- Michel-Ange — Auteuil (incrocio linea 9)
- Porte d'Auteuil

a Boulogne - Jean Jaurès
Sezione est:
da Javel - André Citroën
- Mirabeau
- Chardon Lagache
- Michel-Ange — Molitor (incrocio linea 9)

a Boulogne - Jean Jaurès

## Cronologia
- 30 dicembre 1923: la prima sezione della linea 10 è stata aperta tra Invalides e Croix Rouge (oggi, la maggior parte di questa sezione è servita dalla linea 13).
- 10 marzo 1925: la linea è stata estesa a est da Croix Rouge a Mabillon.
- 14 febbraio 1926: la linea è stata prorogata da Mabillon a Odéon.
- 15 febbraio 1930: la linea è stata temporaneamente estesa da Odéon a Place d'Italie.
- 7 marzo 1930: la linea è stata estesa da Place d'Italie a Porte de Choisy.
- 26 aprile 1931: la sezione da Place Monge a Porte de Choisy è stata trasferita alla linea 7 (dopo l'apertura del tunnel sotto la Senna della linea 7). La linea 10 è stata inoltre estesa da Maubert-Mutualité a Jussieu.
- 27 luglio 1937: la sezione da Duroc a Invalides è stata trasferita alla ex linea 14 (ora parte della linea 13).
- 29 luglio 1937: la linea è stata estesa a ovest da Duroc a La Motte-Picquet. La sezione La Motte-Picquet - Porte d'Auteuil è stata trasferita dalla linea 8 alla linea 10.
- 12 luglio 1939: la linea è stata estesa a est da Jussieu a Gare d'Austerlitz-Orléans, oggi Gare d'Austerlitz.
- 2 settembre 1939: all'inizio della seconda guerra mondiale, come per molte altre stazioni, il servizio nelle stazioni di Croix-Rouge e Cluny-La Sorbonne venne cessato. Entrambe le stazioni sono state infine chiuse definitivamente.
- 3 ottobre 1980: la linea è stata estesa a ovest da Porte d'Auteuil a Boulogne-Jean Jaurès.
- 2 ottobre 1981: la linea è stata estesa da Boulogne-Jean Jaurès a Pont de Saint-Cloud.
- 17 febbraio 1988: con l'apertura di St-Michel sulla linea RER B, Cluny-La Sorbonne è stata riaperta per consentire un collegamento tra le linee.

## Stazioni che hanno cambiato nome
- 15 maggio 1921: Wilhem (allora sulla linea 8) viene rinominata Église d'Auteuil.
- 1923: Sèvres - Croix Rouge viene rinominata Sèvres - Babylone.
- 14 luglio 1945: Beaugrenelle viene rinominata Charles Michels.
- 1979: Gare d'Orléans-Austerlitz viene rinominata Gare d'Austerlitz.

## Turismo
La linea 10 passa vicino a diversi luoghi di interesse:
- stadio di calcio Parco dei Principi (casa della società Paris Saint-Germain Football Club)
- Les Invalides, che ospita la tomba di Napoleone Bonaparte
- Saint-Germain-des-Prés, famosa per la sua storia legata alla nascita di esistenzialismo, il suo amore per il jazz nelle vecchie grotte, le sue antiche chiese e i suoi monasteri e alcuni famosi caffè
- Saint-Michel e il Quartiere latino
- l'Institut du monde arabe (Istituto del mondo arabo - IMA)
- la stazione di Parigi Austerlitz
- il Giardino delle serre d'Auteuil